# L'An un d'un festival
Pour plus de détails, voir Fiche technique et Distribution.
L'An un d'un festival (titre original : The Stratford Adventure) est un film documentaire canadien réalisé par Morten Parker, sorti en 1954.
Ce documentaire raconte l'histoire de la création du festival de Stratford. Le premier festival a lieu en juillet 1953 et a été ouvert par la pièce Richard III, interprété par Alec Guinness.
Le film a reçu une nomination pour l'Oscar du meilleur film documentaire lors de la 27e cérémonie des Oscars, en 1955 et a été nommé le film de l'année
aux Prix Génie en 1955.

## Synopsis
Dans la petite ville de Stratford en Ontario, Tom Patterson, un journaliste né dans cette ville, a un jour l'idée de créer le plus grand festival de théâtre shakespearien du monde. Le film rapporte comment cette idée a grandi, comment un célèbre réalisateur britannique et des stars de renommée internationale vont s'investir dans ce projet jusqu'à sa réalisation.

## Fiche technique
- Titre : L'An un d'un festival
- Titre original : The Stratford Adventure
- Réalisation : Morten Parker
- Scénario : Gudrun Parker
- Photographie : Donald Wilder
- Montage : Douglas Tunstell
- Musique : Louis Applebaum
- Producteur : Guy Glover
- Société de production : Office national du film du Canada
- Société de distribution : Columbia Pictures (Canada), Continental Distributing (États-Unis)
- Pays d'origine :  Canada
- Format : Couleurs (Eastmancolor) — 35 mm — 1,37:1 — Son : Mono (RCA Sound System)
- Genre : Film documentaire
- Durée : 40 minutes
- Dates de sortie :
  -  Canada : 1954
  -  États-Unis : 2 août 1954

## Distribution
- John Drainie : le narrateur
- Michael Bates : lui-même
- Lloyd Bochner : Clarence
- Douglas Campbell : Hastings
- Cecil Clarke : lui-même
- Timothy Findley : lui-même
- Alec Guinness : lui-même
- Tyrone Guthrie : lui-même
- Irene Worth : elle-même